# La Trinité (Alpy Nadmorskie)
Trinité – miejscowość i gmina we Francji, w regionie Prowansja-Alpy-Lazurowe Wybrzeże, w departamencie Alpy Nadmorskie.
Według danych na rok 1990 gminę zamieszkiwało 10 197 osób, a gęstość zaludnienia wynosiła 684 osoby/km² (wśród 963 gmin regionu Prowansja-Alpy-W. Lazurowe Trinité plasuje się na 69. miejscu pod względem liczby ludności, natomiast pod względem powierzchni na miejscu 597.).
W gminie jest położona miejscowość Laghet.